# The Fighting Devil Dogs
The Fighting Devil Dogs (titlu original: The Fighting Devil Dogs) este un film SF serial american din 1938 regizat de William Witney și John English. În rolurile principale joacă actorii Lee Powell, Herman Brix. Are 12 capitole și este produs de Republic.
Deși nu este considerat ca făcând parte din cele mai bune seriale cinematografice, conținând o serie de imagini de arhivă și două capitole recapitulative, The Fighting Devil Dogs este cel mai notabil pentru răufăcătorul principal, Lightning— care este un super-răufăcător costumat. Există unele speculații că George Lucas s-a inspirat din Lightning la crearea personajului Darth Vader.

## Prezentare
În Singapore, doi locotenenți de marină, Tom Grayson și Frank Corby, descoperă existența amenințării unui terorist mascat numit Lightning, care folosește arme asemănătoare unor fulgere  puternice în planul său de cucerire a lumii. Cu toate acestea, lupta devine personală atunci când Lightning anihilează unitatea din care face parte cei doi ofițerilor și, mai târziu, îl ucide pe tatăl locotenentului Grayson în timp ce acesta ajuta la ancheta armelor. Acum, pușcașii marini s-au dedicat opririi planului lui Lightning și aducerii acestuia în fața justiției...

## Capitole
1. The Lightning Strikes (29 min 28s)
2. The Mill of Disaster (15 min 56s)
3. The Silenced Witness (15 min 50s)
4. Cargo of Mystery (15 min 47s)
5. Undersea Bandits (16 min 17s)
6. The Torpedo of Doom (16 min 24s)
7. The Phantom Killer (14 min 47s) -- capitol recapitulativ
8. Tides of Trickery (14 min 34s)
9. Attack from the Skies (15 min 07s)
10. In the Camp of the Enemy (14 min 29s)
11. The Baited Trap (17 min 24s) -- capitol recapitulativ
12. Killer at Bay (17 min 39s)

Sursa:

## Distribuție
- Lee Powell ca Lt Tom Grayson
- Herman Brix ca Lt Frank Corby
- Eleanor Stewart ca Janet Warfield
- Montagu Love ca General White
- Hugh Sothern ca Ben Warfield
- Sam Flint ca Col Grayson
- Perry Ivins ca Crenshaw
- Forrest Taylor ca Benson
- John Picorri ca Prof. Gould